# ヒュッテンベルク (ヘッセン)
ヒュッテンベルク (ドイツ語: Hüttenberg, ドイツ語発音: [ˈhʏt̩nbɛrk]) は、ドイツ連邦共和国ヘッセン州ギーセン行政管区のラーン＝ディル郡に属す町村（以下、本項では便宜上「町」と記述する）である。

## 地理

### 位置
ヒュッテンベルクはヴェッツラー、ブッツバッハ、ギーセンの間、ラーン川の南に位置している。
ラーン＝ディル郡の東端は、リンデンとの町境にある。

### 隣接する市町村
ヒュッテンベルクは、北はヴェッツラー（ラーン＝ディル郡）およびギーセン、北東はリンデン、南東はラングゲンス（以上3市町村はギーセン郡）、西はシェッフェングルント（ラーン＝ディル郡）と境を接している。

### 自治体の構成
ヒュッテンベルク町は、ヒュッテンベルク（かつてはホーヒェルハイムとヘルンスハイムに分かれていた）、レヒテンバッハ、ライスキルヒェン、フォルンキルヒェン、フォルパーツハウゼン、ヴァイデンハウゼンの6つの地区で構成されている。

## 歴史
1968年8月1日にグロースレヒテンバッハとクラインレヒテンバッハが合併して新しい自治体レヒテンバッハが、ホーヒェルハイムとヘルンスハイムが合併して新しい自治体ヒュッテンベルクが形成された。1971年12月31日にレヒテンバッハ、フォルンキルヒェン、ヴァイデンハウゼンが合併して新たな自治体シュヴィングバッハが成立した。ヘッセン州の地域再編に伴って、1977年1月1日にヒュッテンベルク、ライスキルヒェン、シュヴィングバッハ、フォルパーツハウゼンが合併して新たな自治体ヒュッテンベルクが創設された。
パウル・シュナイダーは1910年からホーヒェルハイムで青年期を過ごした。彼はその後1926年から1934年までホーヒェルハイムとドルンホルツハウゼンの牧師となり、1939年にナチスによってブーヘンヴァルト強制収容所で殺害された。通りと福音主義の集会所に彼にちなんだ名が付けられている。戦後ズデーテン地方から多くの追放された人々がこの町に流入し、大きな経済発展、文化の近代化、町の変化をもたらした。

## 行政

### 議会
ヒュッテンベルクの町議会は 31議席からなる。

### 首長
クリストフ・ヘラーは2011年9月に町長に再選され2期目を務めている。

### 姉妹自治体
- ゲストリング・アン・デア・イプス（ドイツ語版、英語版）（オーストリア、ニーダーエスターライヒ州）1991年
- オーバーシェーナウ（ドイツ語版、英語版）（ドイツ、テューリンゲン州）1992年
- クレミュー（フランス語版、英語版）（フランス、イゼール県）1993年

## 文化と見所

### ヒュッテンベルクの文化財

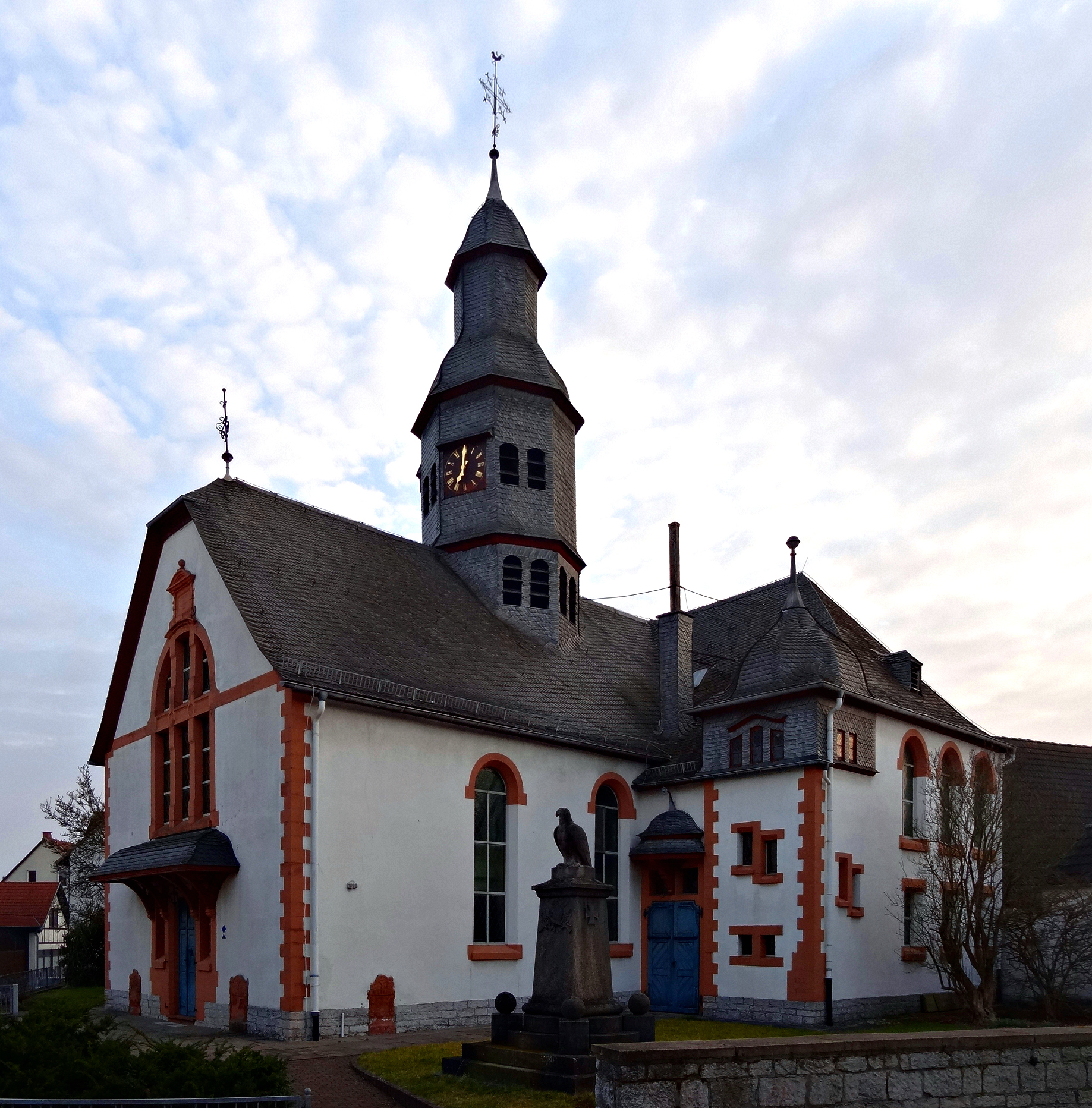
ホーヒェルハイムの福音主義教会

ホーヒェルハイム福音教会は、1905年から1906年に建設されたネオルネサンス様式の単廊式教会である。この教会の中核部分は17世紀にまで遡る。贅沢に設えられた西側面は三分割されたテルメンフェンスター（半円形を桟によって三分割した形状の窓）が印象的である。屋根の上の小塔は18世紀に造られたもので、唯一のバロック様式の遺構である。ヘルンスハイム福音教会は、1968年から1969年に中世の先代教会に替わって建設された単廊式教会である。1694年建造の四層のボンネット型屋根を戴く後期ゴシック様式の内陣室とバロック様式の絵画群が遺されている。
ヒュッテンベルクには2つの中世教会が遺されている。13世紀に建造されたフォルパーツハウゼンの旧教会とヴァイデンハウゼンのかつての福音教会である。1652年にライスキルヒェン福音教会は現在の姿となった。東部の増築部は元々木組みの上階部を持つ教師の住居であったが、後に西側部分と接続された。グロース＝レヒテンバッハ福音教会は1683年、かつてのクライン＝レヒテンバッハ福音教会は1664年に建設された。
かつての狩猟の館は1992年からヒュッテンベルク町の郷土博物館「ゲーテハウス・フォルパースハウゼン」となっており、その中ではゲーテがシャルロッテ・ブッフとダンスしたボールルーム、1900年頃の住まい、ヒュッテンベルクの民俗衣装、ハントケーゼ（チーズの一種）の製造に関する展示などが見られる。
- ヘルンスハイムの福音主義教会
- ヘルンスハイムの福音主義教会内のバロック絵画群
- フォルパーツハウゼンの旧教会
- ヴァイデンハウゼンの旧教会
- ライスキルヒェン福音主義教会
- グロース＝レヒテンバッハの福音主義教会
- ゲーテハウス・フォルパースハウゼン

### スポーツ
ハンドボールクラブ TV ヒュッテンベルクは、ブンデスリーガでの活躍で知られている。2015/2016年シーズン現在ブンデスリーガ2部に所属している。

## 経済と社会資本
ヒュッテンベルクには、ヘッセン中部のハントケーゼ製造業者が6社存在している。

## 人物

### ゆかりの人物
- パウル・シュナイダー（ドイツ語版、英語版）（1897年 - 1939年）1926年から1934年までホーヒェルハイムおぼびドルンホルツハウゼンの牧師を務めた。告白教会の加盟者で、国家社会主義の犠牲者。ヒュッテンベルクのパウル＝シュナイダー通りやパウル＝シュナイダー教会会館は彼にちなんで名付けられた。